# Riding the Crocodile
Riding the Crocodile (englisch für Das Krokodil reiten) ist eine Science-Fiction-Novelle des australischen Schriftstellers Greg Egan, zuerst veröffentlicht in der Anthologie One Million A.D. bearbeitet von Gardner Dozois im Dezember 2005. Die Novelle erschien ebenfalls in den Sammlungen Dark Integers and Other Stories im Jahr 2008 und Oceanic im Jahr 2009. Die Kurzgeschichte spielt im gleichen Universum wie die Novelette Glory, die Novelle Hot Rock sowie der Roman Incandescence von Greg Egan.

## Handlung
Schon seit Millionen Jahren pflegt die außerirdische Zivilisation der Aloof im Galaxienkern eine strikte Isolation. Sämtliche Versuche der Kommunikation wurden ignoriert und alle nicht selbstbewussten in ihr Territorium geschickten Sonden wurden deaktiviert und Jahrzehnte später vollkommen intakt zurückgeschickt. Leila und Jasim wollen nach mehr als zehntausend verheirateten Jahren zum selbstgewählten Ende ihres Lebens einen neuen Versuch der Kontaktaufnahme starten und reisen durch das Kommunikationsnetzwerk der außerirdischen Zivilisation der Amalgam von ihrem Heimatplaneten Najib zum Planeten Nazdeek. Mehr als zehntausend weitere Jahre vergehen für die fast ausschließlich ohne Bewusstsein verbrachte Reise, sodass sich wohl ihre Kinder und Enkel längst für den Tod entschieden haben. Leila tritt in das Kommunikationsnetzwerk der Aloof ein und bekommt die Erlaubnis, den Galaxienkern zu passieren. Jeder Kommunikationsversuch wird jedoch immer noch ignoriert und Leila bemerkt, dass sicher keiner der ihr vorgebrachten Argumente über gegenseitige Zusammenarbeit von den Aloof nicht längst durchdacht wurde. Leila akzeptiert letztendlich ihre Isolation, doch versichert ihnen, dass andere trotzdem weiter für ein besseres Verständnis nachforschen werden, da dies einfach ihre Natur sei.

## Auszeichnung
Die Novelle war im Jahr 2007 für den Locus Award für beste Novelette nominiert und erreichte den 12. Platz.

## Kritik
Rich Horton schreibt auf der SF Site, dass die Darstellung der posthumanen Kultur in der fernen Zukunft faszinierend sei und die Vorstellung der Aloof gut rüberkommt, doch es ihm nie wirklich wichtig war („the portrayal of the far future posthuman culture is intriguing, and the notion of the Aloof comes off pretty well, but never did I quite care“).
Karen Burnham schreibt in Greg Egan (Modern Masters of Science Fiction) über Riding the Crocodile, Glory und Incandescence, dass die wahre Hürde der Umgang mit der Unsterblichkeit sei („the real challenge is coping with the ennui of immortality“) und dass seine Charaktere dies durch die Aufrechterhaltung einer wissenschaftlichen Neugier bewerkstelligen („his characters tend to do this by maintaining a spirit of scientific inquiry“).